# Pattee Byng (2e vicomte Torrington)
Pattee Byng (25 mai 1699 - 23 janvier 1747), est un  officier et homme politique de l’armée britannique siégeant à la Chambre des communes de 1723 à 1733, il accède à la pairie sous le titre de vicomte Torrington. Il est capitaine des Yeomen de la Garde sous le règne du roi George II. 

## Biographie
Il est le fils aîné de George Byng, 1er vicomte Torrington et de son épouse Margaret Master. Il rejoint l'armée britannique en tant que Cornette dans la Royal Horse Guards en 1712 et devient ensuite capitaine de 1715 à 1718. Il démissionne de l'armée en raison de l'élévation de son père à la Pairie en tant que vicomte Torrington . 
Il remplace son père en tant que député de Plymouth lors d'une élection partielle le 31 octobre 1723. En 1724, il devient trésorier de la marine pour la décennie suivante. Lors des élections générales de 1727, il est élu député de Bedfordshire. De 1727 à 1733, il continue à occuper le poste de trésorier de la marine alors que son père est premier Lord de l'amirauté. En 1732, il devient conseiller privé et commissaire de l'hôpital de Greenwich. Il doit quitter son siège à la Chambre des communes en 1733 lorsqu'il devient vicomte Torrington à la mort de son père . 
En 1734, à son arrivée à la Chambre des lords, il obtient le poste de vice-trésorier et payeur général de l'Irlande et, en 1746, il devient capitaine des Yeomen of the Guard. Il sert dans les deux postes jusqu'à sa mort . 

## Mariage et descendance

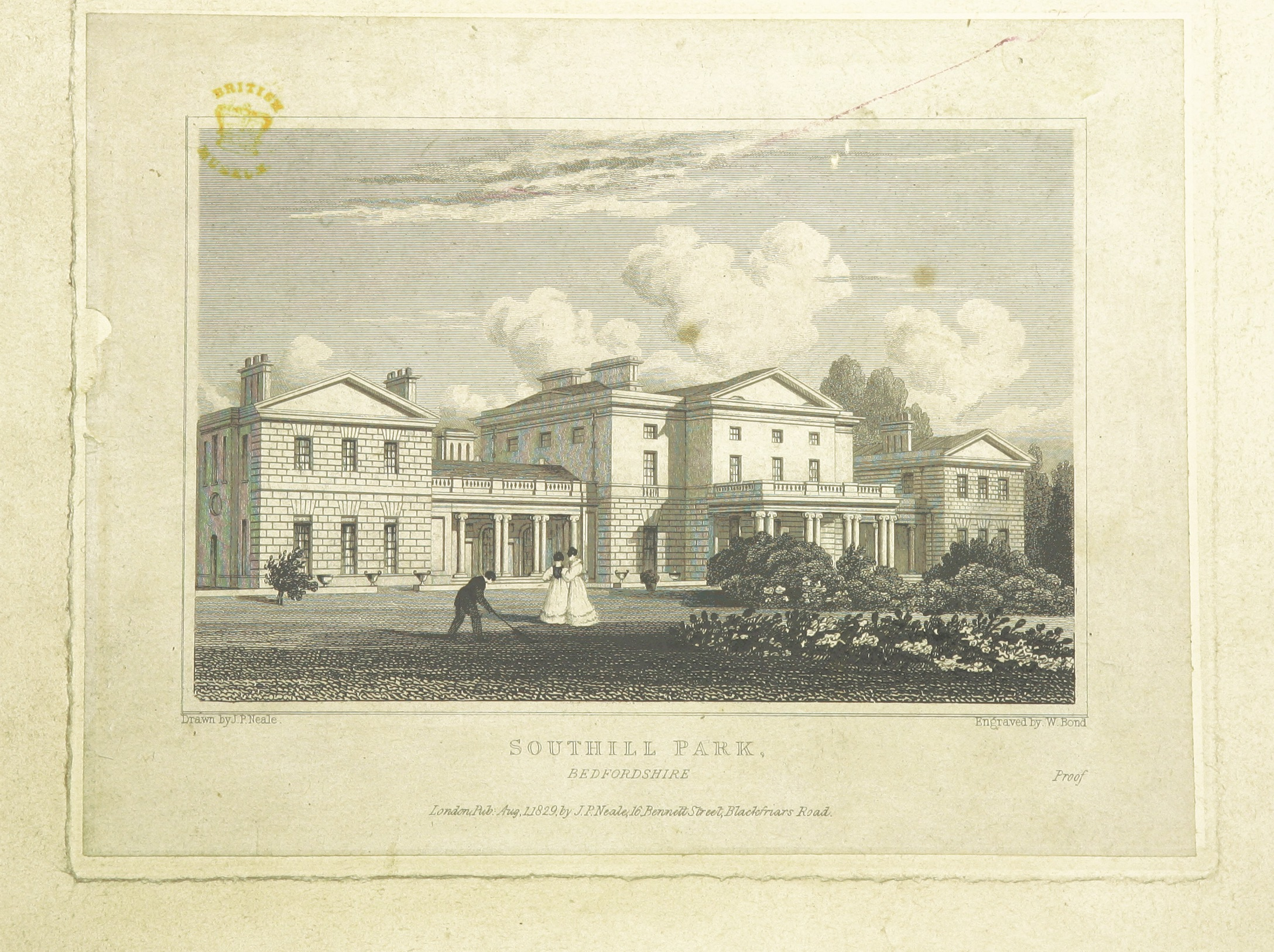
Southill Park, Bedfordshire

Le 11 juin 1724, il épouse lady Charlotte Montagu (1705 - 1759), quatrième fille de Charles Montagu (1er duc de Manchester) et de son épouse, l'hon. Doddington Greville. Par son épouse, qui devient plus tard dame de la chambre d'Augusta, princesse de Galles il a deux fils qui meurent tous les deux dans l'enfance: 
- George Byng (1728-15 mai 1730).
- Frederick Byng (9 décembre 1735 - 10 janvier 1736).

En 1727, son père établit le siège familial à Southill Park, dans le Bedfordshire. 
Il décède le 23 janvier 1747 et est enterré dans la chapelle Byng de l'église de la Toussaint à Southill, dans le Bedfordshire. Son épouse est décédée le 14 septembre 1759. Son titre passe à son frère cadet, George Byng (3e vicomte Torrington). 